# Strafecke

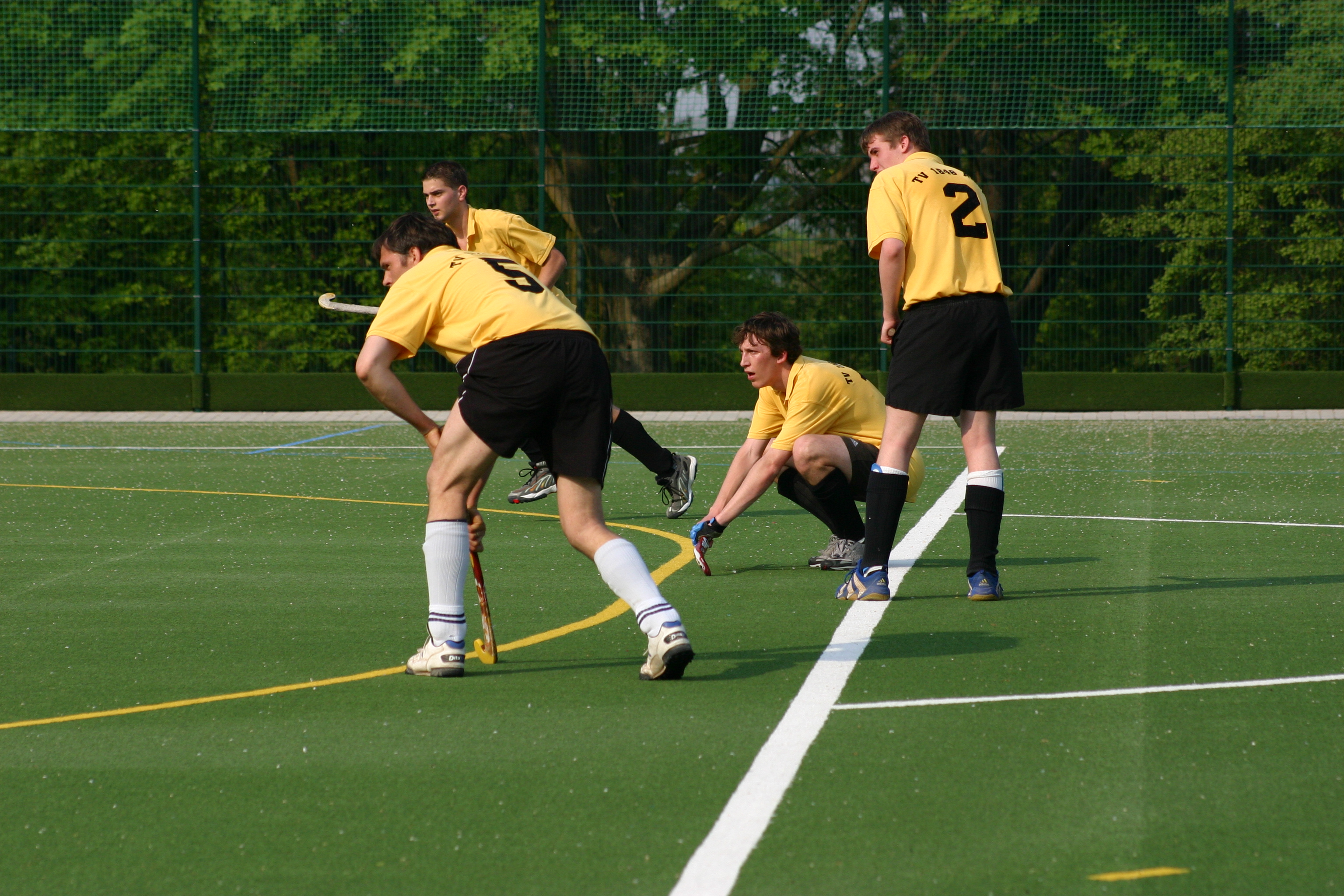
Die angreifende Mannschaft bei einer Strafecke

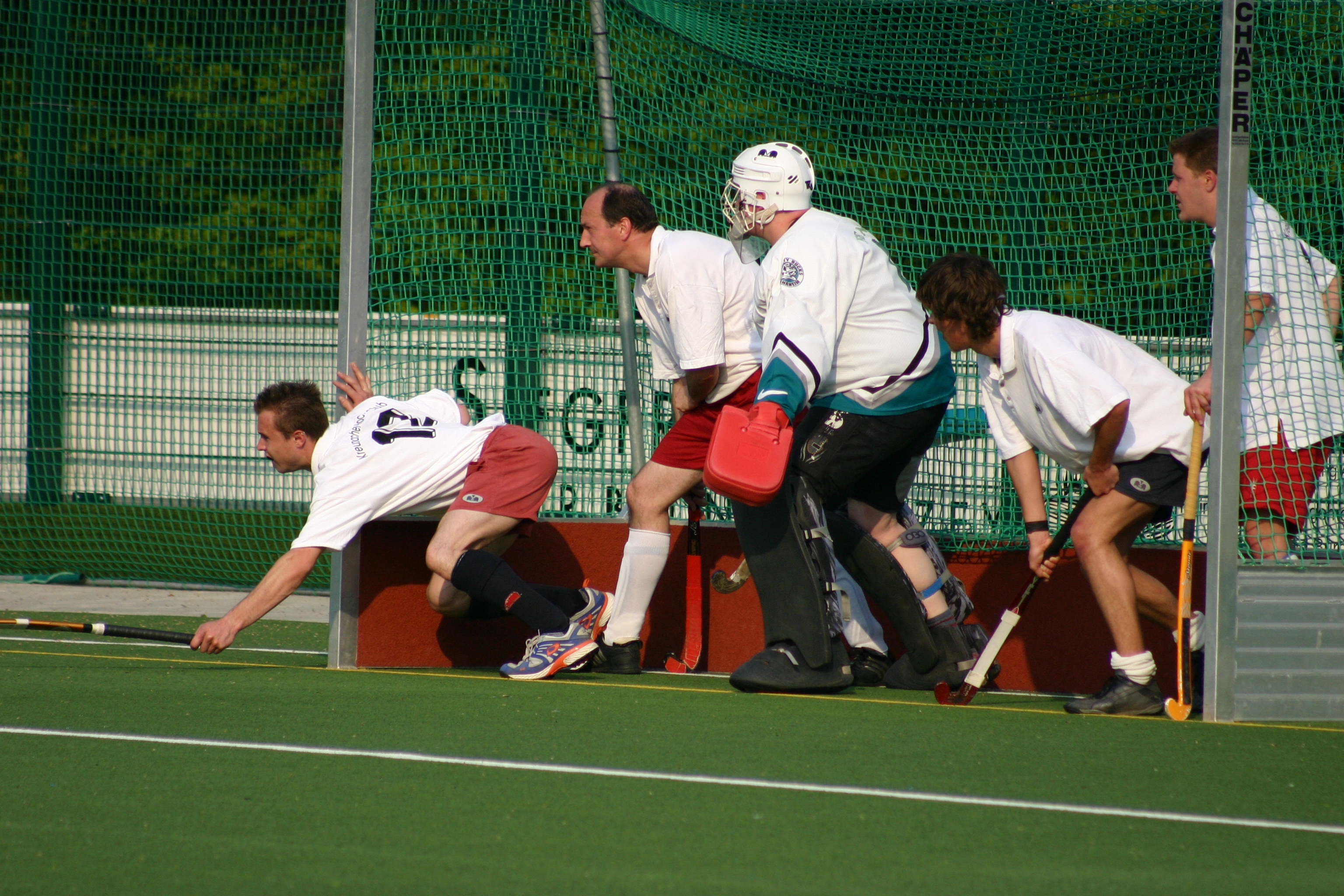
Die verteidigende Mannschaft bei einer Strafecke

Eine Strafecke oder kurze Ecke ist eine Standardsituation im Hockeysport, die besonders torgefährlich ist.

## Hintergrund
Im Hockey erfolgt bei einem unabsichtlichen Regelverstoß der verteidigenden Mannschaft im Schusskreis oder bei groben Regelverstößen außerhalb des Schusskreises eine Strafecke. Siebenmeter werden hingegen nur bei absichtlichen Regelverstößen im Kreis verhängt oder bei solchen, die ein Tor sehr wahrscheinlich verhindert haben.
Strafecken sind für gewöhnlich sehr gute Tormöglichkeiten und als gefährlicher einzuordnen als ein Eckstoß oder ein direkter Freistoß beim Fußball. Nicht selten fallen in einem Spiel die Hälfte aller Tore im Anschluss an eine kurze Ecke. Daher werden Situationen, aus denen eine Ecke entstehen könnte, in besonderem Maße von den Angreifern gesucht, indem zum Beispiel gezielt versucht wird, dem Gegner den Ball im Kreis an den Fuß zu spielen. Soweit für den Schiedsrichter erkennbar ist, dass der Regelverstoß des Verteidigers durch den Stürmer absichtlich herbeigeführt wurde (z. B. Hereinziehen des Balles an den Fuß des Verteidigers ohne erkennbaren Anlass dieser Bewegung), kann auf Abschlag entschieden werden.

## Ablauf
Bei einer Strafecke begeben sich in der Halle bis zu fünf, beim Feldhockey genau vier Spieler der verteidigenden Mannschaft auf Höhe der Torauslinie neben oder in das Tor. Sie müssen dabei mit den Füßen hinter der Linie sein, genau wie der Torwart. Die restlichen Verteidiger müssen zurück hinter die Mittellinie. Ein Spieler der angreifenden Mannschaft (Rausgeber) befindet sich mit dem Ball auf der Höhe der Torauslinie, eine beliebige Anzahl an weiteren Angreifern hält sich außerhalb des Schusskreises auf. Nachdem der Schiedsrichter durch Senken des Arms die Ecke freigegeben hat, erfolgt durch den Reingeber ein Anspiel auf einen der Angreifer, erst wenn dieses Abspiel erfolgt ist, dürfen die Abwehrspieler den Schusskreis betreten. Der Angreifer muss den Ball außerhalb des Schusskreises annehmen oder nach der Annahme den Schusskreis zumindest kurz verlassen, ist dies geschehen stehen ihm mehrere Optionen offen.
Im Gegensatz zum laufenden Spiel darf ein Torschuss (d. h. der Schläger trifft den Ball nach einer Ausholbewegung) bei einer Strafecke im Feldhockey nicht höher als 45 cm steigen. Diese Regel wurde 1992 eingeführt, um Verletzungen der Verteidiger wie z. B. Stefan Blöcher (wurde durch einen hoch geschlagenen Ball lebensbedrohlich am Kopf verletzt) zu verhindern. Diese Maximalhöhe wird auch als Bretthöhe bezeichnet, da ein Feldhockeytor ein 45 cm hohen Kastenaufbau enthält. Für den Schiedsrichter schwierig zu beurteilen ist bisweilen die Frage, ob der geschlagene Ball während des Fluges die 45 cm überschritten hat und sich dann wieder auf das Brett gesenkt hat.
Bei Strafecken im Hallenhockey darf, wie dort generell üblich, nicht geschlagen werden.
Aufgrund der 1992 vorgenommenen Regeländerung wurde die aus dem Hallenhockey geläufige Technik des Schlenzens für das Feldhockey adaptiert. Bedingt durch langjähriges Optimieren des Bewegungsablaufs, der fortschreitenden Verlagerung des Spiels auf Kunstrasen und Weiterentwicklung der Schläger (z. B. durch Verbundkunststoffe und Einführung von Vorspann) erreichen Schlenzbälle inzwischen auch Geschwindigkeiten von ca. 100 km/h.

## Rollen der Spieler und Varianten

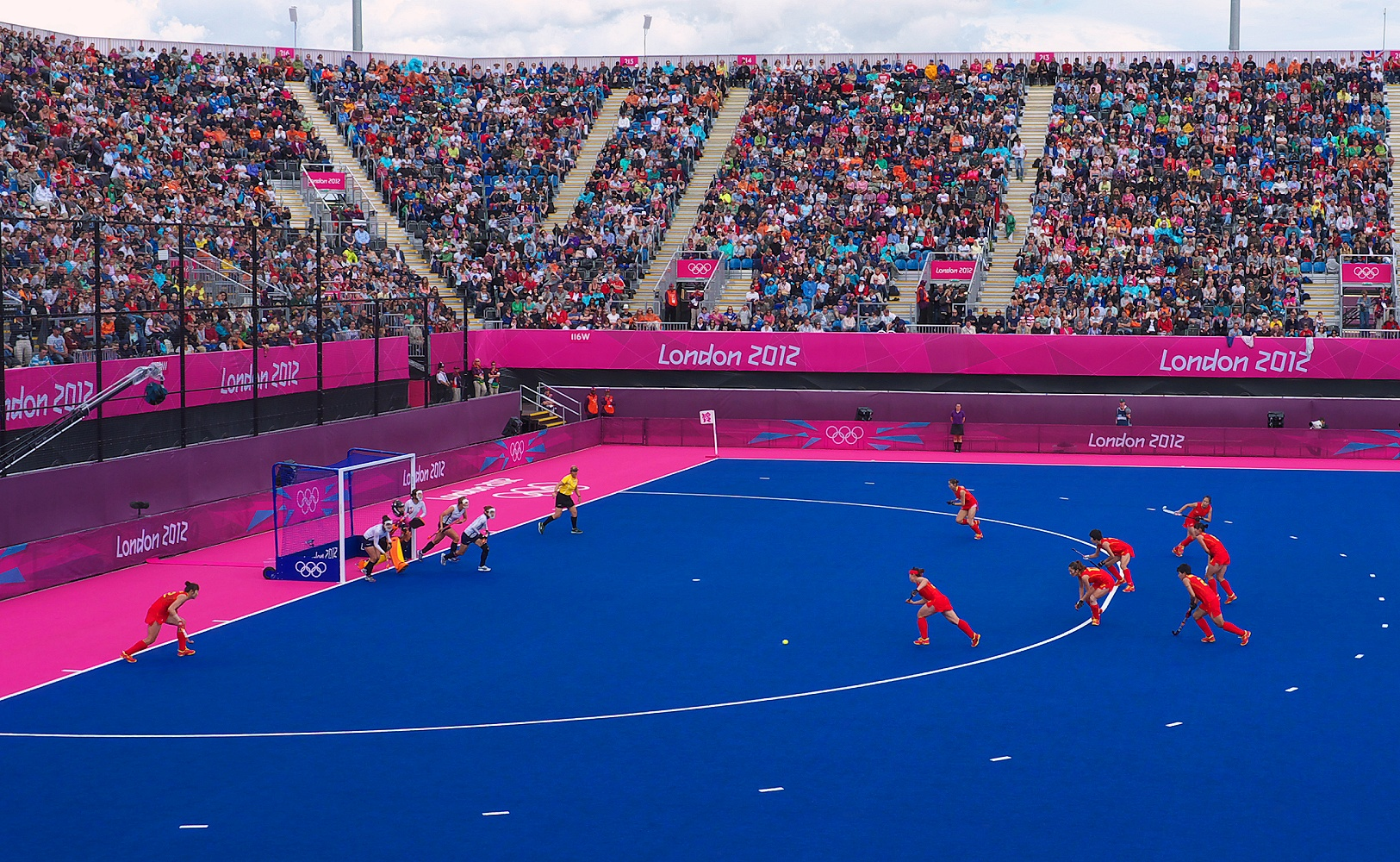
Strafecke für China im Spiel gegen Korea bei den Olympischen Spielen in London 2012

### Angreifer
Die angreifende Mannschaft benötigt einen Rausgeber. Die Zahl der weiteren Angreifer ist nicht festgelegt, theoretisch kann die komplette Mannschaft mit aufrücken. Nach Rausgabe des Balles zu einem Mitspieler muss der Ball den Schusskreis kurz verlassen, bevor der Torschuss ausgeführt werden darf.
Bereits bei der Rausgabe gibt es schon eine Vielzahl von Möglichkeiten, die sich auch daraus ergeben, dass eine Strafecke nach Wahl der angreifenden Mannschaft von rechts oder links ausgeführt werden kann. Das Anspiel kann entweder kurz auf einen nahe am äußeren Kreisrand stehenden Mitspieler erfolgen (faule Ecke) oder, die am häufigsten praktizierte Variante, auf einen Mitspieler am mittleren Schusskreisrand. Hier kann ein Spieler den Ball annehmen und diesen dann direkt weiterspielen oder schießen. Es gibt aber auch die Möglichkeit, einen Spieler speziell als Stopper abzustellen, dessen einzige Aufgabe es ist, den Ball zu stoppen. Die Weiterverwertung des Balles erfolgt dann durch einen anderen Spieler. Dies ist eine der geläufigsten Methoden.
Grundsätzlich ist die Anzahl möglicher Eckenvarianten nicht quantifizierbar. Der Ball kann direkt geschossen oder geschlenzt, auf einen Nebenmann abgelegt, zurück zum Reingeber gespielt oder in den Kreis gespielt werden, wo ein weiterer Mitspieler einen Stecher versucht. Kompliziert, aber bei Erfolg lohnend sind Kombinationen wie z. B. ein Doppelpass. Wichtig bei einer Strafecke sind generell Geschwindigkeit und Präzision, um der Verteidigung möglichst keine Abwehrchance zu lassen.

### Verteidiger
Im Gegensatz zu den Angriffsmöglichkeiten werden nur wenige verschiedene Verteidigungsvarianten praktiziert. Üblicherweise bleiben dabei ein oder zwei Spieler im Tor, einer als Kopfsicherung für hohe Bälle, der andere (wenn man sich für die Variante mit zwei Verteidigern auf der Linie entscheidet) als Fußsicherung für Flachschüsse. Ein weiterer Spieler (der Abläufer) stürmt meistens heraus und auf den potenziellen Schützen zu, um dessen Schuss mit dem Schläger zu blocken. Die Rollen des oder der anderen nicht auf der Grundlinie stehenden Verteidiger(s) kann variieren. Ein herauslaufender Verteidiger versucht im Regelfall einen eventuell abgelegten (d. h. nach Stoppen des Balles durch die angreifende Mannschaft quer zum Ableger gepassten) Ball abzufangen. Je nach Absprache der verteidigenden Mannschaft wird ein Verteidiger zudem den Reingeber decken, falls dieser angespielt wird.
In der Halle steht noch ein fünfter Verteidiger zur Verfügung, der als Konterstürmer oder zusätzlicher Verteidiger eingesetzt werden kann. Seit der Hallensaison 2009/10 müssen bei einer Strafecke nicht alle Spieler der verteidigenden Mannschaft hinter die Torauslinie, eine beliebige Anzahl Spieler darf sich in der gegnerischen Spielfeldhälfte aufhalten. In der eigenen Hälfte dürfen Spieler der verteidigenden Mannschaft bei der Ausführung einer Strafecke weiterhin nicht stehen.
Aufgrund der hohen Geschwindigkeit der Schlenzbälle beim Feldhockey schützen sich die Verteidiger, die als letzter Mann auf der Linie stehen (im Regelfall ein Verteidiger auf der Handschuhseite des Torwarts) oft durch Schutzmasken und Suspensorien, die für die Ecke angelegt und danach wieder entfernt werden.

### Torwart
Beim Feldhockey läuft der Torwart meist nicht aus dem Tor heraus (Ablaufen der Ecke), sondern erwartet den Ball kurz vor der Grundlinie. Früherer Standard in der Torwartausbildung war, in dieser Situation die Einnahme einer leicht nach rechts gebeugten Stellung, aus welcher heraus sich der Torwart aufrichtet, wenn aus dem Bewegungsablauf des Schützen ein Schlenzer oder ein Abspiel erkennbar wird. Bei einem Schuss dagegen wirft sich der Torwart flach auf den Boden und versucht mit seinem Körper die erlaubte Schusshöhe von 45 cm abzuschirmen. Als Gegenmaßnahme werden Strafecken heutzutage oft als Flachschlenzer ausgeführt, so dass der Torwart stehen bleiben muss (da nicht erkennbar ist, ob der Schlenzer flach oder hoch ausgeführt wird).
Beim Hallenhockey dagegen laufen viele Torwärte sofort nach Hereingabe des Balles heraus, da der Radius des Schusskreises mit 9 m im Vergleich zu etwa 15 m beim Feldhockey sehr viel geringer ist. Hierdurch hat der Torwart die Möglichkeit, im Herauslaufen den Winkel zu verkürzen und den geschlenzten oder flach geschobenen Ball mit seinem Körper bzw. der Schutzausrüstung abzufangen. Nachteil dieser Variante ist die Anfälligkeit gegen Eckenausführungen, bei denen der Ball quer gepasst wird, da der Passempfänger dann das leere Tor vor sich hat. Deshalb empfiehlt sich das Herauslaufen des Torwarts nur für Mannschaften mit einer sehr gut eingespielten Abwehr, welche die freien Angreifer zuverlässig deckt.